# Guanchang Shuiku
Guanchang Shuiku (kinesiska: 官昌水库) är en reservoar i Kina. Den ligger i provinsen Fujian, i den sydöstra delen av landet, omkring 150 kilometer väster om provinshuvudstaden Fuzhou. I omgivningarna runt Guanchang Shuiku växer i huvudsak blandskog.
Genomsnittlig årsnederbörd är 2 230 millimeter. Den regnigaste månaden är maj, med i genomsnitt 335 mm nederbörd, och den torraste är oktober, med 23 mm nederbörd.